# Blocador d'adrenoreceptors beta
Els blocadors (d'adrenoreceptors) beta o blocadors (d'adrenoreceptors) β són uns fàrmacs utilitzats per:
- Via sistèmica: hipertensió arterial, arrítmies cardíaques, cardioprotecció després d'un infart de miocardi, tremolor essencial, prevenció de la migranya.
- Col·liri: Glaucoma.

No hauríem d'utilitzar els termes: beta blocadors (ja que beta actua com a adjectiu i en català l'adjectiu va després del nom) o bloquejadors beta-adrenèrgics; ni tampoc bloquejant, ja que és un gerundi i no un nom.
Els blocadors beta són antagonistes competitius que bloquegen els llocs receptors de les catecolamines endògenes adrenalina i noradrenalina en els receptors adrenèrgics beta, del sistema nerviós simpàtic, que actuen en la resposta de lluita o fugida.:152 Alguns bloquegen l'activació de tota mena de receptors adrenèrgics β i altres són selectius per a un dels tres tipus coneguts de receptors beta, designats receptors β1, β2 i β3.:153 Els receptors adrenèrgics β1 es troben principalment al cor i als ronyons. Els receptors adrenèrgics β2 es troben principalment als pulmons, el tracte gastrointestinal, el fetge, l'úter, el múscul llis vascular i el múscul esquelètic. Els receptors adrenèrgics β3 es troben a les cèl·lules grasses.
Els receptors beta es troben a les cèl·lules del cor, músculs llis, via aèria, artèries, ronyons i altres teixits que formen part del sistema nerviós simpàtic i provoquen respostes d'estrès, especialment quan són estimulats per l'adrenalina. Els blocadors beta interfereixen amb la unió al receptor de l'adrenalina i altres hormones de l'estrès i debiliten els efectes de les hormones de l'estrès.

## Fàrmacs
Comercialitzats a Espanya:

### No selectius
Els blocadors beta no selectius mostren antagonisme tant β1 com β2.
- Propranolol[6] EFG i Sumial.
- Carteolol[7] En col·liri: Elebloc i Arteoptic.
- Carvedilol (té una activitat addicional de blocatge α1)[6] EFG, Coropres i Normotride.
- Labetalol (té activitat simpaticomimètica intrínseca i activitat addicional de bloqueig α1)[6] Trandate.
- Sotalol (no considerat un "blocador beta típic")[6] Sotapor.
- Timolol[6] En col·liri: EFG i Cusimolol.

### β1selectius
Els blocadors β1 selectius també es coneixen com a blocadors beta cardioselectius. Farmacològicament, el blocatge beta dels receptors β1 del cor actuarà sobre AMPc. La funció de l'AMPc com a segon missatger a la cèl·lula cardíaca és que fosforila el LTCC i el receptor de rianodina per augmentar els nivells de calci intracel·lular i provocar la contracció. El blocatge beta del receptor β1 inhibirà la fosforilació de l'AMPc i disminuirà l'efecte ionotròfic i cronotròpic. Tingueu en compte que els fàrmacs poden ser cardioselectius o actuar només sobre els receptors β1 del cor, però encara tenen activitat simpaticomimètica intrínseca.
- Atenolol[6] EFG, Tenormin i Blokium.
- Betaxolol[6] En col·liri: Betoptic.
- Bisoprolol[6] EFG, Emconcor i Euradal.
- Metoprolol[6] EFG, Lopresor i Beloken.
- Nebivolol[6] EFG, Insucor i Silostar.

El nebivolol i el bisoprolol són els blocadors beta cardioselectius més β1.